# Рамос, Лазаро
Ла́зару Ра́мус (порт. Lázaro Ramos, род. 1 ноября 1978) — бразильский актёр.

## Биография
Лазару Рамус за сравнительно недолгий период времени стал одним из самых популярных актёров Бразилии. Его «открытие» случилось в 2000 году в театре Bando Olodum, в котором он играл с девяти лет. Вместе с друзьями — начинающими актёрами Вагнером Моурой и Владимиром Бришта — он приезжает в Ресифи для участия в спектакле Жуана Фалкао «Машина», экранизированном в 2005 году. 
 Его первым главным и громким персонажем в кино стал гомосексуалист Жуан Франсиску дус Сантус в фильме «Мадам Сатана». Фильм собрал множество наград международных кинофестивалей и принёс известность исполнителю главной роли.
В телесериале «Змеи и ящерицы» он играет вместе со своей женой — известной актрисой Таис Араужу. Их брак продлился недолго: в марте 2008 года они расстались, но вскоре опять стали встречаться. У пары есть сын Жоао Висенте (род. 18.06.2011) и дочь Мария Антония (род. 23.01.2015).
За роль плута Фогиньо из телесериала «Змеи и ящерицы» в 2007 году Лазару Рамус был номинирован на международную телевизионную премию «Эмми».
Лазару Рамус 8 июля 2009 года стал официальным послом ЮНИСЕФ в Бразилии.

## Избранная фильмография

### Телевидение
- 2014 — Бок о бок — Зе Мария
- 2011 — Безрассудное сердце — Андре Гуржел
- 2009 — Декамерон — сексуальная комедия — монах Масетто
- 2008 — Ó Paí Ó — Роке
- 2007 — Два лица — Эвиласиу Као
- 2006 — Змеи и ящерицы — Фогиньо
- 2005 — Levando a Vida — Формига
- 2004 — Новая программа — Фред/Присцила
  - Слабый пол — Фред/Присцила
  - Карандиру, другие истории — Эзекиел
- 2003 — Тяжёлый груз — Негон
- 2002 — Пастыри ночи — Массу́ (по одноимённому роману Жоржи Амаду)

### Кино
- 1995 — Интервью
- 1998 — Золушка Баии …. Шику
- 2000 — Феминистка (Woman on Top) …. Макс
- 2002 — Три Марии
- 2002 — Мадам Сатана …. Жоан Франсиску дос Сантус/Мадам Сатана
- 2003 — Карандиру …. Эзекиел
- 2003 — Человек года …. Маркон
- 2003 — Человек, который копировал …. Андре
- 2004 — Мой дядя убил парня …. Эдер
- 2004 — Нина …. эпизод
- 2005 — Машина
- 2005 — Захолустье …. Жуан ди Камаргу
- 2005 — Нижний город …. Деку
- 2005 — Желание …. Эдмилсон
- 2005 — Quanto vale ou é por quilo?
- 2006 — O cobrador
- 2007 — Ó paí, ó …. Роке
- 2007 — Основная санитарность …. Зику
- 2009 — Завтра никогда …. доктор Валтер

## Премии

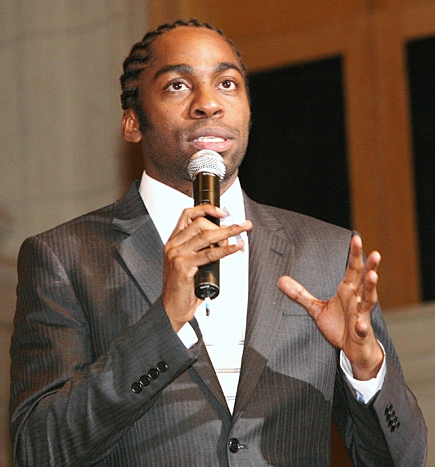
Лазару Рамус на церемонии вручения премии в 2009 году

- 2002 — специальный приз жюри международного кинофестиваля Сан-Паулу — фильм «Мадам Сатана»
- 2002 — премия «Серебряный Колон» Латиноамериканского кинофестиваля в г. Уэльва — лучший актёр (фильм «Мадам Сатана»)
- 2003 — гран-при бразильского кино — лучший актёр (фильм «Мадам Сатана»)
- 2003 — премия Гаванского кинофестиваля — лучший актёр (фильм «Человек, который копировал»)
- 2003 — премия кинофестиваля в Лиме — лучший актёр (фильм «Мадам Сатана»)
- 2003 — премия фестиваля фильмов о любви в Монсе — лучший актёр (фильм «Мадам Сатана»)
- 2003 — премия «APCA trophy» Сан-Паулу — лучший актёр (фильм «Мадам Сатана»)
- 2004 — премия Картахенского кинофестиваля — лучший актёр второго плана (фильм «Карандиру»)
- 2005 — премия кинофестиваля в Сеаре — лучший актёр второго плана (фильм «Quanto vale ou é por quilo?»)
- 2005 — премия «Золотой Кикито» кинофестиваля в Грамадо — лучший актёр (фильм «Захолустье»)
- 2005 — специальный приз кинофестиваля в Майами — фильм «Нижний город»
- 2007 — премия «Contigo» — лучший телевизионный актёр (телесериал «Змеи и ящерицы»)
- 2007 — премия «APCA trophy» Сан-Паулу — лучший телевизионный актёр (телесериал «Змеи и ящерицы»)[5]